# Empis picipes
Empis picipes là một loài ruồi, trong họ Empididae. Nó được tìm thấy ở Vương quốc Anh (1707-1801)|Vương quốc Anh phía đông đến Ba Lan, Slovakia và Hungary và from Fennoscandia phía nam đến Ý. It is not có ở bán đảo Balkan, except Hy Lạp.

## Hình ảnh

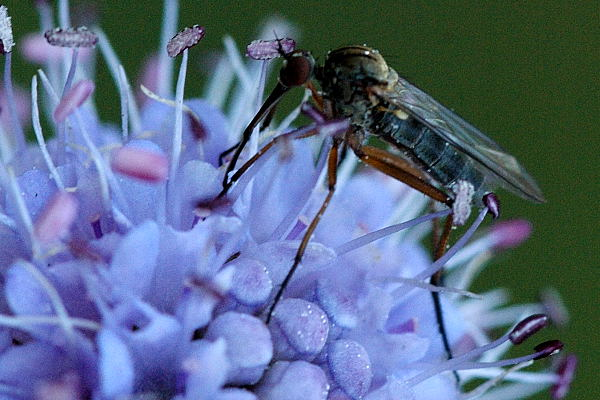